# Sina Frei
Sina Frei (18 juli 1997) is een Zwitserse wielrenster die actief is in het mountainbiken, veldrijden en wegwielrennen.

## Biografie

### Mountainbiken
Frei won in 2014 een bronzen medaille op zowel de Europese- als de Wereldkampioenschappen voor junioren. Een jaar later werd ze de nieuwe Europese kampioene bij de junior vrouwen. Bij de beloften won ze tussen 2016 en 2019 vier keer op rij het Europees kampioenschap en in 2017 en 2019 het Wereldkampioenschap. In 2017, 2018 en 2019 won ze met de Zwitserse ploeg de Wereldtitel op de Teamrelay. Tijdens haar eerst deelnamen aan het Wereldkampioenschap voor Elite in 2020 werd ze vierde op de crosscountry. Op 27 juli 2021 won ze zilver op de Olympische Spelen in Tokio; haar landgenotes Jolanda Neff en Linda Indergand behaalden goud en brons.

### Veldrijden
In het veldrijden won Frei tussen 2014 en 2016 drie keer op rij het Zwitsers kampioenschap. In 2016 behaalde ze in Heusden-Zolder een vierde plaats op het aller eerste Wereldkampioenschappen veldrijden voor beloften vrouwen.

### Wegwielrennen
Naast mountainbiken en veldrijden is Frei ook actief op de weg. In 2014 en 2015 werd ze Zwitsers kampioen bij de junioren. Bij de elite behaalde ze in 2018 achter Jolanda Neff een tweede plaats tijdens het Zwitsers kampioenschap, datzelfde jaar won ze het bergklassement in de Gracia Orlová en werd ze 36e tijdens het wereldkampioenschap in Innsbruck. Drie jaar later werd ze 15e tijdens het wereldkampioenschap 2021 in Leuven.

## Palmares

### Mountainbiken
| Seizoen      | Wereldbeker                                                                        | OS         | WK             | EK         | ZK         | Overige            | Totaal aantal zeges |
| Als Junior   | Als Junior                                                                         | Als Junior | Als Junior     | Als Junior | Als Junior | Als Junior         | Als Junior          |
| ------------ | ---------------------------------------------------------------------------------- | ---------- | -------------- | ---------- | ---------- | ------------------ | ------------------- |
| 2014         |                                                                                    | NVT        | Brons          | Brons      | Zilver     |                    | 0                   |
| 2015         |                                                                                    | NVT        |                | Goud       | Goud       |                    | 2                   |
|              |                                                                                    |            |                |            |            |                    |                     |
| Totaal       | 0                                                                                  | 0          | 0              | 1          | 1          | 0                  | 2                   |
| Als Beloften |                                                                                    |            |                |            |            |                    |                     |
| 2016         | La Bresse, Albstadt, Vallnord, Mt-St-Anne, Lenzerheide, eindklassement             | NVT        | Zilver         | Goud       | Goud       |                    | 7                   |
| 2017         | Vallnord                                                                           | NVT        | Goud           | Goud       |            |                    | 3                   |
| 2018         | Mt-St-Anne, La Bresse, Vallnord, Val di Sole, Nove Mesto, Albstadt, eindklassement | NVT        | Zilver         | Goud       | Zilver     |                    | 7                   |
| 2019         |                                                                                    | NVT        | Goud           | Goud       | Goud       |                    | 3                   |
|              |                                                                                    |            |                |            |            |                    |                     |
| Totaal       | 12                                                                                 | 0          | 2              | 4          | 2          | 0                  | 20                  |
| Als Elite    |                                                                                    |            |                |            |            |                    |                     |
| 2016         |                                                                                    | DNS        | Teamrelay      |            |            |                    | 0                   |
| 2017         |                                                                                    | NVT        | Teamrelay      |            |            | Andermatt, Muttenz | 3                   |
| 2018         |                                                                                    | NVT        | Teamrelay      | Teamrelay  |            | Nalles             | 2                   |
| 2019         |                                                                                    | NVT        | Teamrelay      | Teamrelay  |            | Nalles             | 3                   |
| 2020         |                                                                                    | NVT        | 4e · Teamrelay | 5e         | Zilver     | Leukerbad          | 1                   |
| 2021         |                                                                                    | Zilver     |                |            |            |                    | 0                   |
|              |                                                                                    |            |                |            |            |                    |                     |
| Totaal       | 0                                                                                  | 0          | 3              | 1          | 0          | 5                  | 9                   |

### Veldrijden
| Nr. | Seizoen   | Datum            | Veldrit                              | Cat. | Wedstrijdserie                  |
| --- | --------- | ---------------- | ------------------------------------ | ---- | ------------------------------- |
| 1.  | 2013-2014 | 17 november 2013 | Flückiger Cross, Madiswil            | C2   | Overige (#1)                    |
| 2.  | 2013-2014 | 26 december 2013 | Dagmersellen                         | C2   | Overige (#2)                    |
| 3.  | 2013-2014 | 12 januari 2014  | Zwitsers kampioenschap, Bussnang     | CN   | Zwitserse kampioenschappen (#1) |
| 4.  | 2014-2015 | 2 november 2014  | EKZ CrossTour Hittnau                | C1   | EKZ CrossTour (#1)              |
| 5.  | 2014-2015 | 2 januari 2015   | Bussnang                             | C1   | Overige (#3)                    |
| 6.  | 2014-2015 | 11 januari 2015  | Zwitsers kampioenschap, Aigle        | CN   | Zwitserse kampioenschappen (#2) |
| 7.  | 2015-2016 | 10 januari 2016  | Zwitsers kampioenschap, Dagmersellen | CN   | Zwitserse kampioenschappen (#3) |
| 8.  | 2017-2018 | 26 december 2017 | Dagmersellen                         | C2   | Overige (#4)                    |

### Wegwielrennen
2014
 Zwitsers kampioenschap op de weg, junioren
2015
 Zwitsers kampioenschap op de weg, junioren
2018
 Zwitsers kampioenschap op de weg
Bergklassement Gracia Orlová

## Ploegen
- 2022 -  Team SD Worx
- 2023 -  Team SD Worx

Blaak · Cecchini · Fisher-Black · Fournier · Frei(vanaf 8/8) · Kopecky · Majerus · Moolman-Pasio · Pieters · Reusser · Shackley · Uneken · Vas · Vollering
Bredewold · van den Broek-Blaak (zwangerschapsverlof) · Cecchini · Fisher-Black · Frei · Guarischi · Kopecky · Majerus · Markus · Reusser · Schreiber (vanaf 1/3) · Shackley · Uneken · Vas · Vollering · Wiebes